# Sablatnig C II
Die Sablatnig C II war ein deutsches Militärflugzeug am Ende des Ersten Weltkriegs.

## Entwicklung
Die C II entstand 1918 infolge eines Auftrags der Idflieg für einen Fernaufklärer. Für den Entwurf zeichneten Josef Sablatnig und Hans Seehase verantwortlich. Der Rumpf des Doppeldeckers war in Schalen-Holzbauweise mit Sperrholzbeplankung ausgeführt. Die zweistieligen Tragflächen waren gestaffelt angeordnet und mit Stoff bespannt. Es entstanden zwei Varianten, die sich durch die Flächenverstrebungen unterschieden. Während die C IIa mit herkömmlichen I-Stielen ausgerüstet war, erhielt die C IIb sich kreuzende X-Streben. Bei beiden wurde die innere Verspannung zwischen Rumpf und der ersten Stielebene weggelassen, um dem Beobachter, der das Abwehr-MG bediente, ein freieres Schussfeld schräg nach vorn zu ermöglichen. Die untere Tragfläche war stattdessen mit zwei Querstreben pro Seite zum Rumpf hin abgestützt. Im Oktober 1918 wurde der Bau vollendet, die C II am 23. des Monats zur Typprüfung angemeldet und am 25. übergeben. Während der Tests wurde am 31. Oktober 1918 der Einbau einer Bildkamera beschlossen, der Umbau wegen des wenige Tage später erfolgten Waffenstillstands aber wahrscheinlich nicht mehr durchgeführt. Stattdessen wurden die Flugzeuge von Sablatnig zum Transport von Fluggästen vorgesehen. Ein Projekt für eine modifizierte Version vom 20. März 1919 mit einer geschlossenen Kabine für drei Personen wurde als P II bezeichnet. Die offene Pilotenkanzel sollte sich erst zwischen ihr und dem Motor befinden, doch entschied sich Seehase dann dafür, sie hinter der Kabine anzuordnen. Die Pläne waren Anfang April fertiggestellt, doch wurde auf eine Umsetzung der geringen Größe des Entwurfs und der geringen Zuladung wegen verzichtet. Stattdessen erfolgte die Konstruktion der P III.
Zwei in den Jahren 1919 und 1920 als Zivilflugzeuge zugelassene C II sind mit den Kennzeichen D 180 und D–79 nachweisbar. Ob es sich dabei um Umbauten der Militärausführung oder um Neubauten handelt, ist nicht bekannt.

## Technische Daten

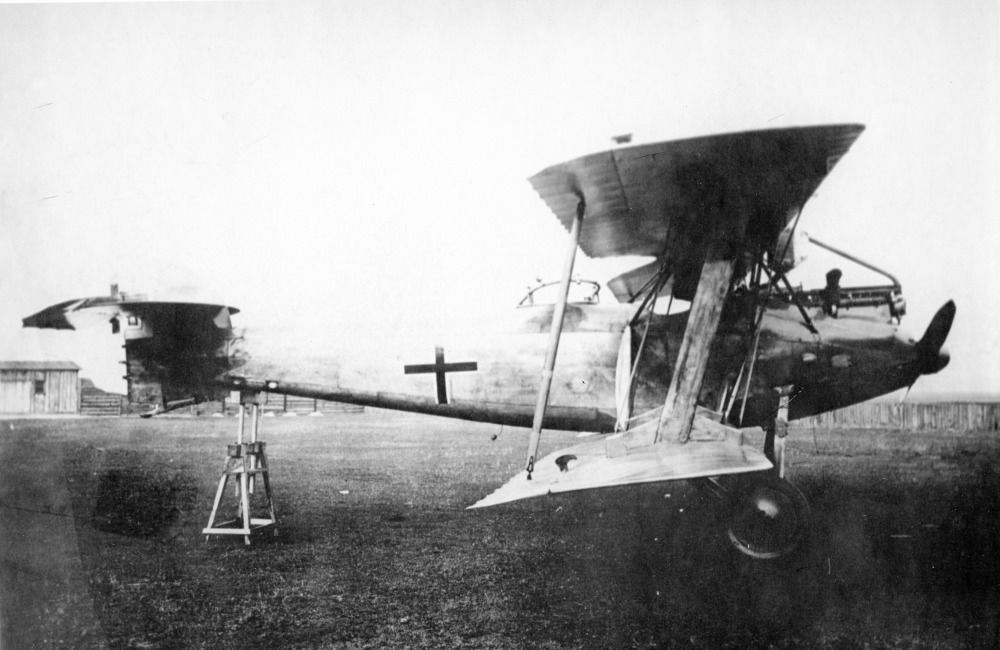
Sablatnig C IIa

| Kenngröße             | Daten                                                                                |
| --------------------- | ------------------------------------------------------------------------------------ |
| Besatzung             | 2                                                                                    |
| Spannweite            | 12,5 m (oben) 12,2 m (unten)                                                         |
| Länge                 | 7,850 m (Rumpf)                                                                      |
| Leermasse             | 1080 kg                                                                              |
| Zuladung              | 510 kg                                                                               |
| Startmasse            | 1590 kg                                                                              |
| Antrieb               | ein wassergekühlter Sechszylinder-Reihenmotor mit starrer Zweiblatt-Holzluftschraube |
| Typ, Startleistung    | Maybach Mb IVa, 260 PS (191 kW)                                                      |
| Höchstgeschwindigkeit | 150 km/h                                                                             |
| Steigzeit             | 4,5 min auf 1000 m Höhe 30 min auf 5000 m Höhe 100 min auf 7500 m Höhe               |
| Gipfelhöhe            | 7500 m (errechnet)                                                                   |
| Bewaffnung            | ein starres MG ein bewegliches MG                                                    |